# Podlipie (obwód grodzieński)
Podlipie (biał. Падліп’е, Padlipje; ros. Подлипье, Podlipje) – chutor na Białorusi, w obwodzie grodzieńskim, w rejonie ostrowieckim, w sielsowiecie Michaliszki.

## Warunki naturalne
Chutor położony jest nad jeziorem Tumskim (Strackim), na terenie Rezerwatu Krajobrazowego Jeziora Soroczańskie.

## Historia
Pod zaborami i w II Rzeczypospolitej folwark (majątek ziemski). W XIX i w początkach XX w. położone było w Rosji, w guberni wileńskiej, w powiecie zawilejskim/święciańskim, w gminie Aleksandrowo. Po I wojnie światowej pod administracją polską, w Zarządzie Cywilnym Ziem Wschodnich. W latach 1920–1922 w składzie Litwy Środkowej.
Od 11 kwietnia 1922 leżało w Polsce, w województwie wileńskim, w powiecie święciańskim, w gminie Aleksandrowo/Żukojnie.
Po II wojnie światowej w granicach Związku Sowieckiego. Od 1991 w niepodległej Białorusi.